# Mancomunidad de Polonia-Lituania-Rutenia
La Mancomunidad de Polonia-Lituania-Rutenia (en polaco: Rzeczpospolita Trojga Narodów, Mancomunidad o República de las Tres Naciones)  fue un estado europeo propuesto en varias ocasiones (pero nunca formado realmente) en el siglo XVII que habría reemplazado a la Mancomunidad polaco-lituana.
El establecimiento del Gran Principado de Rutenia (en) fue considerado en varias ocasiones,[cita requerida] particularmente durante la insurrección cosaca de 1648 contra el dominio polaco en territorios principalmente étnicamente ucranianos (véase rebelión de Jmelnytsky). Tal principado ruteno, como se propone en el Tratado de Hádiach de 1658, habría sido un miembro de pleno derecho de la Mancomunidad polaco-lituana, que por lo tanto se habría convertido en una Mancomunidad tripartita polaco-lituano-rutena. En mayo de 1659, la Dieta polaca (Sejm) ratificó el tratado con un texto enmendado. Pero debido a las demandas de la szlachta, a la invasión rusa y a las divisiones entre los propios cosacos, el plan nunca se aplicó.

Mancomunidad de Polonia-Lituania-Rutenia, según la propuesta de 1658.

La idea de un principado ruteno dentro de la Mancomunidad fue completamente abandonada. El historiador canadiense Paul Robert Magosci cree que esto sucedió debido a las divisiones entre los cosacos y a la invasión rusa. Sin embargo, ambos eventos ocurrieron mucho antes de la firma del Tratado de Hádiach. La historiadora rusa Taírova-Yákovleva considera la resistencia de la sociedad polaca y la presión papal como las razones de la ratificación incompleta.
La idea de una Mancomunidad polaco-lituana-rutena revivió durante el levantamiento de enero cuando una manifestación patriótica tuvo lugar en Horodło en 1861. La llamada Segunda Unión de Horodło fue anunciada allí, por la szlachta del Congreso de Polonia, del antiguo Gran Ducado de Lituania, de Volinia y de Podolia. Nueva Polonia, basada en la Segunda Unión de Horodło, iba a basarse en las tres naciones, y su escudo de armas propuesto incluía el águila blanca polaca, caballero a la carga lituano y el santo patrón de Rutenia, el Arcángel Miguel.